# Roger Hammond
Roger Edward Hammond (Oxford, Oxfordshire, Anglaterra, 30 de gener de 1974) és un ciclista anglès, que fou professional entre el 1998 i el 2011. Combina el ciclisme en carretera amb el ciclocròs. Especialista en les clàssiques belgues, destaca la tercera posició la París-Roubaix de 2004 i la segona a la Gant-Wevelgem de 2007.
Ha pres part en dues edicions dels Jocs Olímpics, el 2004 a Atenes i el 2008 a Pequín, destacant la setena plaça final en la prova en ruta dels Jocs Olímpics d'Atenes.

## Palmarès en ruta
- 2000
  - 1r a l'Archer Grand Prix
  - Vencedor d'una etapa dels Dos dies dels Esperons d'or
- 2001
  - 1r a la Gullegem Koerse
- 2002
  - 1r al Tour Beneden-Maas
  - 1r al Gran Premi del 1r de maig - Premi d'honor Vic de Bruyne
- 2003
  -  Campió del Regne Unit en ruta
  - 1r a la Uniqa Classic i vencedor d'una etapa
- 2004
  -  Campió del Regne Unit en ruta
- 2005
  - Vencedor d'una etapa de la Volta al Regne Unit
- 2006
  - Vencedor d'una etapa de la Volta al Regne Unit
- 2009
  - Vencedor d'una etapa del Tour de Qatar

### Resultats a la Volta a Espanya
- 2009. 97è de la classificació general

## Palmarès en ciclocròs
- 1991-1992
  -  Campió del món en ciclocròs júnior
- 1993-1994
  -  Campió del Regne Unit en ciclocròs
- 1999-2000
  -  Campió del Regne Unit en ciclocròs
- 2000-2001
  -  Campió del Regne Unit en ciclocròs
- 2001-2002
  -  Campió del Regne Unit en ciclocròs
- 2002-2003
  -  Campió del Regne Unit en ciclocròs
- 2003-2004
  -  Campió del Regne Unit en ciclocròs
- 2005-2006
  -  Campió del Regne Unit en ciclocròs
- 2007-2008
  -  Campió del Regne Unit en ciclocròs